# Ernst Gottfried Fischer

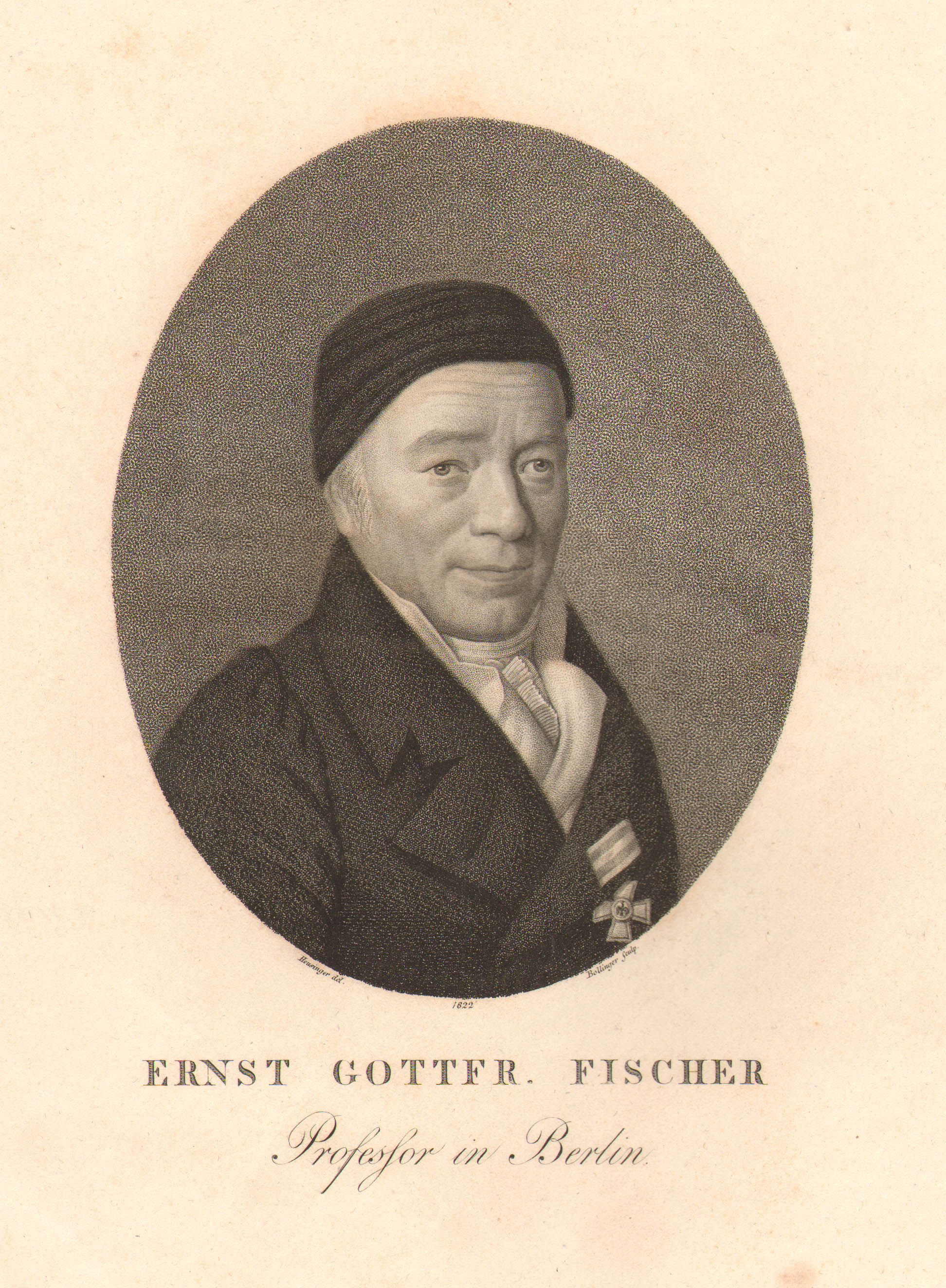
Punktierstich 1822 nach Johann Heusinger

Ernst Gottfried Fischer (* 17. Juli 1754 in Hoheneiche bei Saalfeld; † 27. Januar 1831 in Berlin) war ein deutscher Chemiker, Mathematiker und Physiker. Er war Professor an der Universität Berlin.

## Leben
Fischer war der Sohn eines Pfarrers und studierte von 1773 bis 1776 Theologie und Mathematik bei Johann Andreas von Segner in Halle. Von 1782 bis 1829 unterrichtete er Mathematik und Physik am Gymnasium am Grauen Kloster in Berlin. Außerdem war er von 1810 bis 1830 außerordentlicher Professor für Physik an der Universität Berlin. Er unterrichtete in den 1780er Jahren als Privatlehrer die Gebrüder Humboldt und von 1810 bis 1816 den preußischen Kronprinzen Friedrich Wilhelm in Mathematik und Naturwissenschaften.
Fischer stellte die von Jeremias Benjamin Richter angegebenen Äquivalentmassen der Stöchiometrie auf die einheitliche Basis von Schwefelsäure und machte sie so erst bekannt. Sie wurden durch Claude Louis Berthollet 1803 in sein Buch Essai de statique chimique übernommen.
1801 übersetzte er die Recherches sur les lois de l´affinité von Claude-Louis Berthollet ins Deutsche (1802) und wies darin auch auf das Richtersche System in einer Anmerkung hin. 1783 entdeckte er den abnormen regelmäßigen Astigmatismus des Auges.
Ernst Gottfried Fischer entwickelte auch eine mathematische Theorie der Dimensionszeichen. Sein Hauptverdienst liegt auf pädagogischem Gebiet. Er schrieb Lehrbücher der Mathematik und Physik und entwarf Lehrpläne für Realgymnasien (1805).
1807 ließ Fischer eine anonyme Polemik unter dem Titel Apologie des Adels erscheinen, die sich gegen eine adelskritische Schrift von Friedrich Buchholz, Untersuchungen über den Geburtsadel, richtete.
Er war seit 1803 Mitglied der Berliner Akademie. Seit 1819 war Fischer Mitglied der Leopoldina. Im Jahre 1801 wurde er in der Johannisloge Zur Eintracht in den Freimaurerbund aufgenommen.

## Schriften
- Theorie der Dimensionszeichen nebst ihrer Anwendung auf verschiedene Materien aus der Analysis endlicher Größen. 2 Bände. Waisenhaus, Halle 1792. (Digitalisat Teil1), (Teil 2)
- Anfangsgründe der Stöchyometrie. 1792.
- Lehrbuch der mechanischen Naturlehre.
  - Theil 1: Die Lehre von den Körpern im Allgemeinen, von den festen Körpern, von der Wärme, von den tropfbaren und luftförmigen Körpern. Nauck, Leipzig 1827. (Digitalisat)
  - Theil 2: Welcher die Lehre von der Elektricität, von der magnetischen Kraft und von dem Lichte enthält. Nauck, Leipzig, 2. Aufl. 1809. (Digitalisat)

(Französische Übersetzung von J. B. Biot, 1806)
- Über die zweckmäßige Einrichtung der Lehranstalten für die gebildeten Stände, Versuch einer neuen Ansicht dieses Gegenstandes mit besonderer Rücksicht auf Berlin. Maaurer, Berlin 1806. (Digitalisat)
- Untersuchungen über den eigentlichen Sinn der höheren Analysis nebst einer idealischen Übersicht der Mathematik und Naturkunde nach ihrem ganzen Umfang. Weiss, Berlin 1808. (Digitalisat)
- Kepler und die unsichtbare Welt. Eine Hieroglyphe.  Nicolai, Berlin 1819. (Digitalisat) Neudruck 1882.
- Lehrbuch der Elementar-Mathematik zum Gebrauch in den oberen Klassen gelehrter Schulen, nebst Anhängen und Anmerkungen für solche, welche über die Gränzen des Schulunterrichtes hinausgehen wollen.
  - Erster Theil: Lehrbuch der Ebenen Geometrie für Schulen. Nauck, Berlin/Leipzig 1820. (Digitalisat)